# Poulet yangnyeom
Le poulet yangnyeom  (en coréen : 양념치킨) est une variété de poulet frit coréen assaisonné d'une sauce sucrée-épicée à base de gochujang, d'ail, de sucre et d'autres épices. En Corée du Sud, il est souvent consommé comme anju, un plat d'accompagnement destiné à être consommé avec des boissons alcoolisées.
Julia Moskin, écrivant pour le New York Times, a qualifié le poulet yangnyeom « [d']apothéose du style coréen » du poulet frit.